# 卡尔·杰拉西
卡尔·杰拉西（德語：Carl Djerassi，1923年10月29日—2015年1月30日），中文又譯翟若适，出生于奧地利维也纳，是保加利亞與奥地利裔美国化学家、小说家、剧作家。他最出名的贡献是开发口服避孕药。曾任斯坦福大学化学系名誉教授。
杰拉西还是几本科幻小说的作者。

## 生平
傑拉西在維也納出生，因為其父是保加利亞人，出生後一個月，就隨其父母回到保加利亞索菲亞。
在其父母離婚之後，傑拉西跟隨其母親回到維也納。
1951年与墨西哥的Luis E. Miramontes和匈牙利的George Rosenkranz一起参与了孕激素炔诺酮的研发工作。他於1978年獲得第一屆沃尔夫化学奖。

## 外部連結
- Personal website（页面存档备份，存于）
  - Biography（页面存档备份，存于）
- Interview with Carl Djerassi, July 31, 1985, from the Oral History Program（页面存档备份，存于） at the Chemical Heritage Foundation
- Carl Djerassi tells his life story at Web of Stories
- Djerassi Resident Artists Program
- Djerassi’s autograph（页面存档备份，存于） from The Chemical Record（页面存档备份，存于）
- Bob Weintraub, Israel Chemical Society. Pincus, Djerassi, and Oral Contraceptives （页面存档备份，存于）